# Ioan Gruffudd

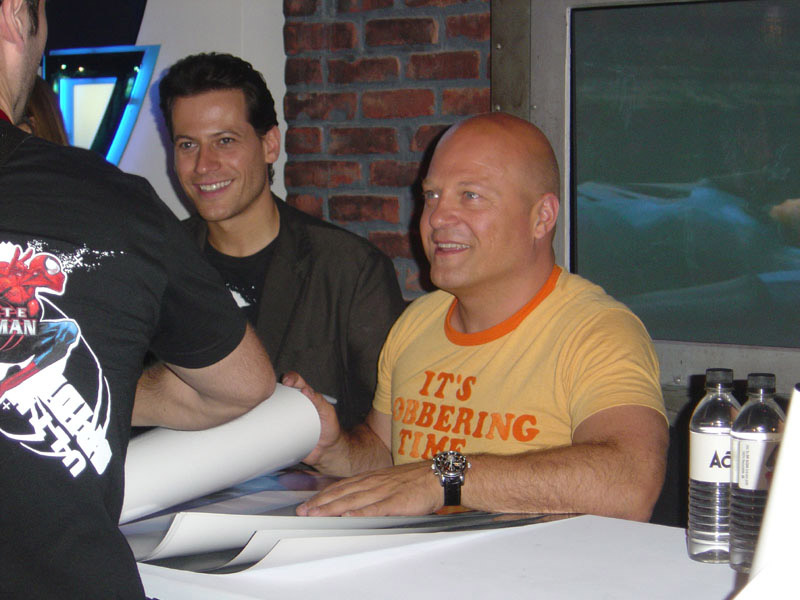
Gruffudd met Michael Chiklis, waarmee hij in twee Fantastic Four-films speelde, tijdens E3 in 2005

Ioan Gruffudd (Cardiff, 6 oktober 1973) is een Welsh acteur.

## Biografie
Sinds zijn filmdebuut in 1997 was Gruffudd meer dan dertig keer te zien op het witte doek, onder meer als Harold Godfrey Lowe in de film Titanic (1997) en Mr. Fantastic in twee films over de Fantastic Four (Fantastic Four en Fantastic Four: Rise of the Silver Surfer). Hij vertolkte van 1998 tot en met 2003 de rol van de Britse marine-officier Horatio Hornblower in acht televisiefilms die verschenen als de serie Hornblower. Daarnaast speelde hij verschillende rollen in BBC-series en -films, zoals Great Expectations (1999), Warriors (1999) en The Forsyte Saga (2002). Van 2014 tot 2015 was Gruffudd in een hoofdrol als Henry Morgan te zien in de Amerikaanse politieserie Forever. De serie telde maar één seizoen.

## Privé
Gruffudd trouwde in september 2007 met actrice Alice Evans. Ze speelden samen in de jeugdfilm 102 Dalmatiërs (2000).

## Filmografie (selectie)
- Bibsys: 5000271
- Biblioteca Nacional de España: XX1476313
- Bibliothèque nationale de France: cb14183746h (data)
- Gemeinsame Normdatei: 1063917778
- International Standard Name Identifier: 0000 0001 0921 6105
- Library of Congress Control Number: nr2001016286
- Nationale Bibliotheek van Letland: 000341947
- MusicBrainz: b9f04199-62b8-4139-a4c0-a84fea5d52e6
- Nationale Bibliotheek van Tsjechië: xx0025149
- Nationale Bibliotheek van Israël: 987007330162905171
- Nationale Bibliotheek van Polen: a0000001257315
- Nederlandse Thesaurus van Auteursnamen: 183456092
- Système universitaire de documentation: 061414638
- Virtual International Authority File: 85457557
- WorldCat: E39PBJm4PWyjq7DCDMgh4KqJDq